# Långemossens naturreservat
Långemossen är ett naturreservat i Tunge socken i Lilla Edets kommun med en mindre del i Fors socken i Trollhättans kommun i Västra Götalands län.
Reservatet är 188 hektar stort och skyddat sedan 2011. Det är beläget öster om Lilla Edet och är en orörd våtmark med rikt fågelliv.

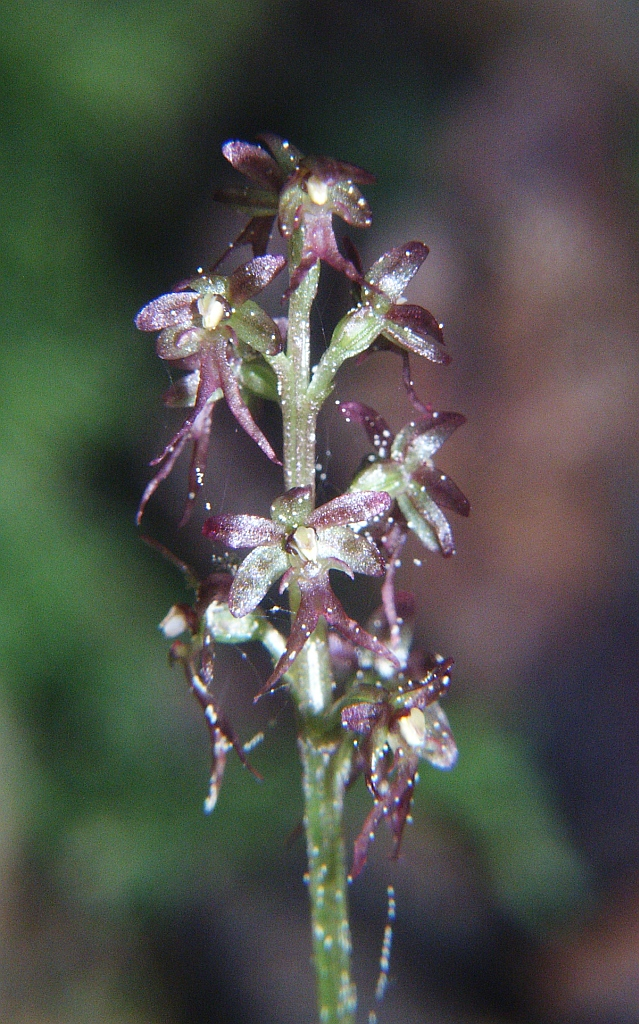
Spindelblomster

Området består av ett 80 hektar stort naturskogsområde och en 100 hektar stor våtmark, Långemossen-Kullemossen. I skogen är andelen död ved nu betydande. I sumpskogspartier växer mattor av stor revmossa och vitmossor.  På träden växer arter som lavarna glansfläck, rostlav och kattfotslav. I området har orkidéerna korallrot, spindelblomster och knärot påträffats. 
På mossarna förekommer fåglar som kricka, grönbena och trana och i skogsmarken ormvråk, duvhök och spillkråka. Även orre och tjäder förekommer.
Naturreservatet förvaltas av Västkuststiftelsen.